# Organisation internationale pour la culture turque
L'Organisation internationale pour la culture turque (en turc : Uluslararası Türk Kültürü Teşkilatı - TÜRKSOY) est une organisation internationale de pays regroupant des populations turques qui parlent une langue appartenant à la famille des langues turques. En plus d'être une abréviation de l'ancien nom officiel Türk Kültür ve Sanatları Ortak Yönetimi - Coopération pour la Culture et les Arts turcs, "Türksoy" est un nom composé signifiant en turc "Türk" (Turc) et "soy" (ancêtre).
Le secrétaire général de TÜRKSOY est Düsen Kaseinov, ancien ministre de la Culture du Kazakhstan. TÜRKSOY a son secrétariat général à Ankara, Turquie.

## Histoire

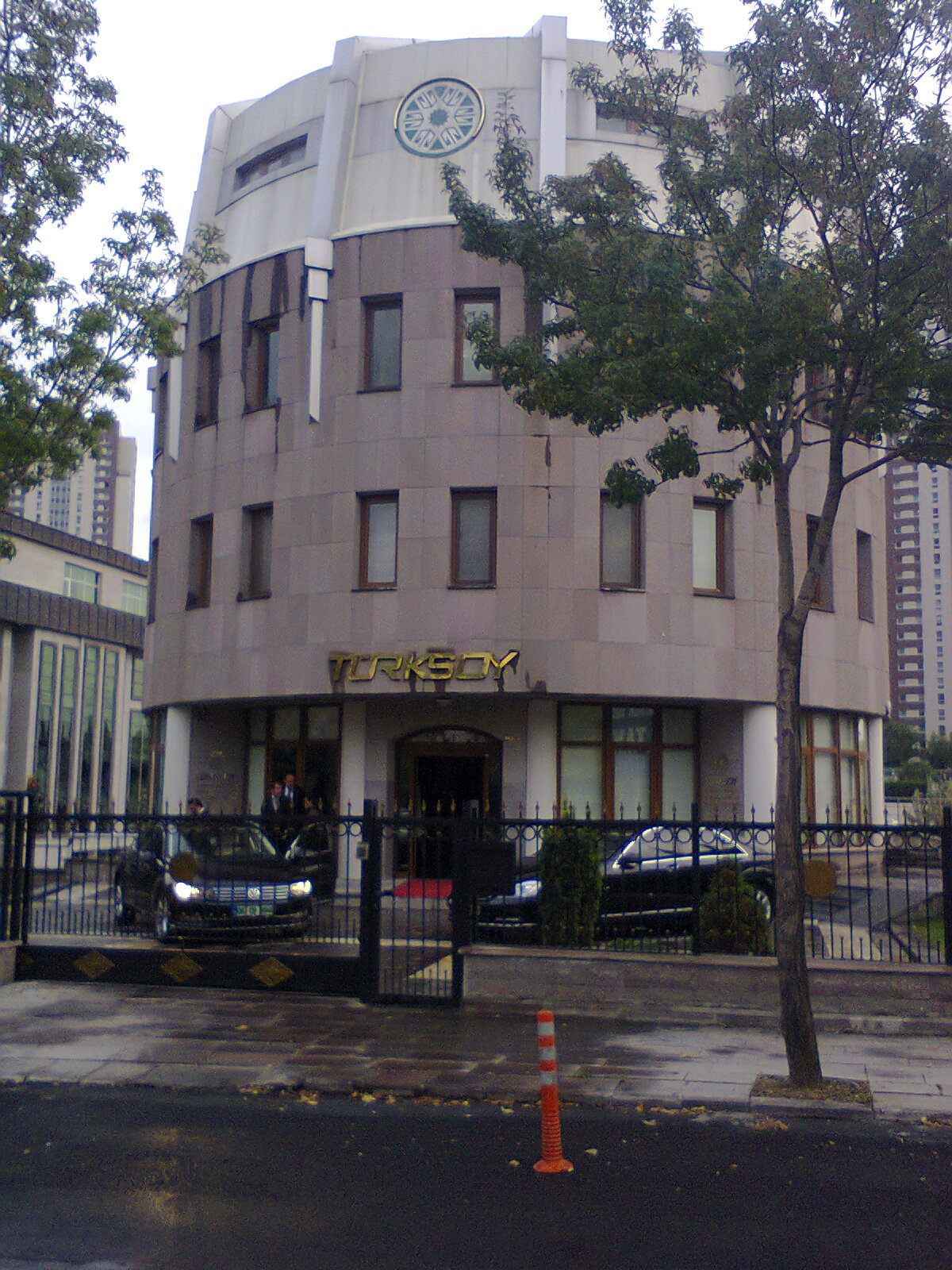
Quartier général de l'Organisation internationale pour la culture turque, à Ankara

Les fondements de l'organisation sont posés durant les conférences de l'année 1992 à Bakou et Istanbul, où les ministres de la culture de l'Azerbaïdjan, du Kazakhstan, du Kyrgyzstan, de l'Ouzbékistan, de la Turquie, et du Turkmenistan déclarent leur engagement à coopérer pour un cadre culturel commun. TÜRKSOY a été établie à la suite de l'accord signé le 12 juillet 1993 à Almaty.
En 1996, une coopération officielle entre TÜRKSOY et l'UNESCO a été établie, incluant des consultations mutuelles et une représentation réciproque.
On a annoncé que TÜRKSOY intègrera le nouvellement créé Conseil turc, une organisation géopolitique des pays turcs établie le 3 novembre 2009.

## Membres
En 2009 TÜRKSOY avait 14 membres, dont des pays souverains et des sujets de la fédération de Russie ou des régions autonomes de pays tiers.
| Pays                  | Langue           | Notes                                                                                             |
| --------------------- | ---------------- | ------------------------------------------------------------------------------------------------- |
| République de l'Altaï | Altaï            | Un sujet de la fédération de Russie de Russie.                                                    |
| Azerbaïdjan           | Azéri            |                                                                                                   |
| Bachkirie             | Bachkir          | Un sujet de la fédération de Russie de Russie.                                                    |
| Gagaouzie             | Gagaouze         | Une région autonome de Moldavie.                                                                  |
| Kazakhstan            | Kazakh           |                                                                                                   |
| Khakassie             | Khakasse         | Un sujet de la fédération de Russie de Russie.                                                    |
| Kirghizistan          | Kirghize         |                                                                                                   |
| Chypre du Nord        | Turc             | Une république de facto indépendante reconnue seulement par la Turquie; voir Partition de Chypre. |
| Sakha                 | Sakha (Iakoutie) | Un sujet de la fédération de Russie de Russie.                                                    |
| Tatarstan             | Tatar            | Un sujet de la fédération de Russie de Russie.                                                    |
| Turquie               | Turc             |                                                                                                   |
| Turkménistan          | Turkmène         |                                                                                                   |
| Touva                 | Touvain          | Un sujet de la fédération de Russie de Russie.                                                    |
| Ouzbékistan           | Ouzbek           |                                                                                                   |